# ラヴ・バズ
『ラヴ・バズ』（LOVE BUZZ）は志村貴子による日本の漫画作品。
少年画報社の『ヤングキング別冊キングダム』にて2002年11号から2004年10号にかけて連載され、その後同社の『ヤングキングアワーズ』にて2005年1月号から9月号にかけて連載された。単行本は全3巻。

## 物語
突然の失踪から5年後、若手女子プロレスラーの藤かおるは突然ジムに帰ってきた。しかも失踪中にできた娘を連れて。住む家がなくなったと言う藤は社長や元同期生の町屋ゆりらの許可もそこそこに再びジムに住み始め、レスラー復帰を目指すのだった。

## 登場人物
藤かおる（ふじ かおる）
女子プロレスラー。20歳の若さにして人気を得るが、恋人を作り、プロレスを捨てて失踪していた。プロレスへの意欲はあるが、生活態度や人間関係など、あらゆる面で適当にその場をしのぐだらしない性格。辛い目に遭うと逃亡してしまうこともある。
町屋ゆり（まちや ゆり）
女子プロレスラー。かおるとタッグチームを組んでいた。かおるの復帰により再びタッグを組むことになる。
藤えりか（ふじ えりか）
かおるが失踪中に産んだ娘。

## 単行本
「ヤングキングコミックス」として刊行された。B6判サイズ。第3巻は『放浪息子』第4巻とほぼ同時に発売され、共同企画として藤かおると『放浪息子』の二鳥修一が絡んだイラストが両誌の広告ページ等に掲載された。
1. 2003年10月1日初版発行 ISBN 4785923415
2. 2004年8月1日初版発行 ISBN 4785924330
3. 2005年10月1日初版発行 ISBN 4785925744

その後、エンターブレインの「ビームコミックス」より「新装版」として再版された。A5判サイズ
1. 2011年1月29日初版発行 ISBN 978-4047270169
2. 2011年2月25日初版発行 ISBN 978-4047270749
3. 2011年4月25日初版発行 ISBN 978-4047271562